# Czornaja (przystanek kolejowy)
Czornaja (ros. Чёрная) – przystanek kolejowy w miejscowości Posiołok stanciji Czornaja, w rejonie łuchowickim, w obwodzie moskiewskim, w Rosji. Położony jest na linii Moskwa – Riazań.